# Wellington Nem
Wellington Silva Sanches Aguiar (Rio de Janeiro, 6 februari 1992) - ook wel Wellington Nem genoemd - is een Braziliaans voetballer die bij voorkeur als aanvaller speelt.

## Clubcarrière
In 2011 werd Wellington door Fluminense FC aan Figueirense FC uitgeleend. Daar speelde hij 18 wedstrijden waarin hij 4 keer tot scoren kwam. Daarna keerde hij terug naar Fluminense om een basisplaats te claimen. In november 2011 werd Wellington Nem met Fluminense kampioen van de Braziliaanse Série A.
Op 6 juni 2013 tekende Wellington een vijfjarig contract bij de Oekraïense topclub FK Sjachtar Donetsk, dat negen miljoen euro op tafel legt voor de dribbelrijke aanvaller.

## Interlandcarrière
Wellington debuteerde bij Brazilië onder bondscoach Mano Menezes.